# Акција (Србија)
Отворена грађанска платформа Акција (скраћено ОГП Акција) зелени је политички покрет у Србији. Првобитно је формирана у јуну 2021. године, када је 28 еколошких и грађанских покрета широм Србије успоставило блиску сарадњу, заједно са странком Заједно за Србију. ОГП Акција чини коалицију Морамо заједно са Не давимо Београд и Еколошким устанком.